# گومرسایندو گومز
گومرسایندو گومز (انگلیسی: Gumercindo Gómez؛ ۱ ژانویهٔ ۱۹۰۷ – ۱ ژانویهٔ ۱۹۸۰) یک بازیکن فوتبال اهل بولیوی بود.
وی همچنین در تیم ملی فوتبال بولیوی بازی کرده‌است.